# NGC 5562
NGC 5562 é uma galáxia espiral (S) localizada na direcção da constelação de Boötes. Possui uma declinação de +10° 15' 48" e uma ascensão recta de 14 horas, 20 minutos e 11,0 segundos.
A galáxia NGC 5562 foi descoberta em 28 de Junho de 1883 por Ernst Wilhelm Leberecht Tempel.